# Kościół poewangelicki w Stężycy
Kościół poewangelicki – dawna świątynia protestancka znajdująca się we wsi Stężyca, w powiecie kartuskim, w województwie pomorskim.
Jest to murowana neogotycka budowla wzniesiona na przełomie XIX i XX wieku. Wybudowana została na planie prostokąta, z jednorodnym prezbiterium. Od strony zachodniej jest umieszczona trójboczna wieża sprzężona zewnętrznie z południową kruchtą wejściową i klatką schodową prowadzącą na chór. Wieża, nakryta ceramicznym stożkowym dachem, jest ozdobiona fryzami i ostrołukowymi blendami imitującymi okna maswerkowe. Z dawnego wyposażenia zachowały się malowidła umieszczone w nawie i prezbiterium, drewniana balustrada chóru, dwa piece żeliwne, resztki witraży znajdujących się w oknach nawy i okucia drzwi kruchty.
W okresie II Rzeczypospolitej kościół był we władaniu parafii liczącej 130 wiernych i należącej do Superintendentury Kartuzy Ewangelickiego Kościoła Unijnego. Parafia ta jako Stężyce wymieniona jest w załączniku do rozporządzenia Prezydenta Rzeczypospolitej z dnia 6 marca 1928 r. o zwołaniu Synodu Nadzwyczajnego Ewangelickiego Kościoła Unijnego (nr bieżący 13).